# Takajärvi (sjö i Kuhmois, Mellersta Finland)
Takajärvi är en sjö i kommunen Kuhmois i landskapet Mellersta Finland i Finland. Arean är 44 hektar och strandlinjen är 4,79 kilometer lång. Sjön  ingår i Kymmene älvs huvudavrinningsområde.   Den ligger omkring 73 kilometer söder om Jyväskylä och omkring 160 kilometer norr om Helsingfors. 
Takajärvi ligger norr om Suurijärvi. 